# Остапенко Анатолій Дмитрович
Анатолій Дмитрович Остапенко (нар. 1 лютого 1968, Київ) — український юрист, політик. Народний депутат України 9-го скликання.

## Життєпис
Закінчив Український транспортний університет (спеціальність «Інженер-механік»), Міжнародний Соломонів університет (спеціальність «Юрист»).
Остапенко є директором в юридичній фірмі «Альфаюрконсалтинг».
Він працював на керівних посадах в юридичних та виробничих об'єднаннях.
Кандидат у народні депутати від партії «Слуга народу» на парламентських виборах 2019 року, № 130 у списку. На час виборів: директор ТОВ «Альфаюрконсалтинг», член партії «Слуга народу». Проживає в Києві.
Член Комітету Верховної Ради з питань соціальної політики та захисту прав ветеранів, голова підкомітету з питань соціального захисту прав ветеранів.